# Dajr al-Ghusn
Dajr al-Ghusn – wieś w Syrii, w muhafazie Al-Hasaka. W 2004 roku liczyła 1702 mieszkańców.